# Paolo Porta
Paolo Porta (Como, 26 gennaio 1901 – Dongo, 28 aprile 1945) è stato un avvocato e funzionario italiano.

## Biografia
Nacque, secondogenito dopo il fratello Giovanni detto Giannino (1898-1984), da un medico, Tomaso Porta (1865-1921), e da Rina Annoni (1877-1951). Nel 1906 nacque la sorella Angelamaria. Dopo aver frequentato il Liceo classico si laureò in Giurisprudenza alla Regia Università degli Studi di Pavia. Avvocato, durante il Ventennio si iscrisse al Partito Nazionale Fascista di cui fu acceso militante. Suo fratello Giovanni invece seguendo le orme del defunto padre divenne medico, e sposò la futura scrittrice Carla Musa. Dopo l'armistizio dell'8 settembre 1943 aderì alla Repubblica Sociale Italiana ed il 14 settembre 1943 riaprì la sede del Fascio di Como, diventando federale del nuovo Partito Fascista Repubblicano per poi arruolarsi subito dopo nella ricostituita 16ª Legione CC.NN. "Alpina" della MVSN.
Porta era infatti fautore di una completa fusione tra il PFR e la neo costituita MVSN in modo da costituire un esercito politicizzato e opponendosi quindi alla creazione per la Repubblica Sociale Italiana di un esercito apolitico. Porta partecipò al Congresso di Verona del 14 novembre 1943 e fu uno dei firmatari del manifesto programmatico della RSI. Nel marzo del 1944 avvicendò Fulvio Balisti come delegato regionale per la Lombardia nel Direttorio del PFR insediato a Maderno il 22 febbraio di quell'anno. Nel 1944 costituì nella provincia di Como la XI Brigata Nera "Cesare Rodini", di cui divenne comandante. In questa veste, fu uno dei sostenitori dell'ipotesi della "ridotta della Valtellina".
Nel gennaio del 1945, dopo la fuga di Luigi Canali (che era stato catturato dagli uomini della 11ª Brigata Nera "Cesare Rodini"), Porta fece circolare la notizia del tradimento del comandante partigiano allo scopo di screditarlo presso il Comando delle Brigate Garibaldi.
Il 27 aprile 1945 fu catturato dai partigiani a Musso e 24 ore dopo condotto al muretto del porticciolo di Dongo, dove fu ucciso per fucilazione. Il 29 aprile la sua salma arrivò a Piazzale Loreto, ma non venne esposta. Venne poi riportato a Como e tumulato nella tomba di famiglia nel Cimitero maggiore, a fianco di quella di Aristide Bari e dei suoi.